# Мечеть Ходжа Нісбатдор
Мечеть Ходжа Нісбатдор (узб. Xo'ja Nisbatdor masjidi) — одна з мечетей Самарканда, будівництво якої завершено в 1901. Побудовано на місці древньої мечеті. Будівельниками були майстри (усто) брати Зайніддін та Шамсіддін Гафурови, усто Са'дулла та усто Махмуд, а також інші. Будівництво очолював Абдукадир Бакієв.
Названа на честь ісламського богослова Ходжі Нісбатдора, який жив до XV століття. Знаходиться в центрі історичної частини міста Самарканд, у махалі Сузангарон, за кілька сотень метрів на південь площі та ансамблю Регістан.
Мечеть побудована з паленої цегли, обнесена айваном і має мінарет і ханаку.
У XIX столітті реставрувалася, серед реставраторів був архітектор Абдукадир Чалдівар.
За радянських часів будівля мечеті використовувалася як поштове відділення. Після розпаду СРСР і здобуття незалежності Узбекистаном мечеть повернута вірянам і капітально відреставрована.